# Karora (dieu)
Pour les articles homonymes, voir Karora.
Dans la mythologie aborigène (spécifiquement Gurra et Bandicoot), Karora est un dieu créateur. Il est né dans un lac et, après avoir mis au monde de nombreux enfants, il y est retourné pour y sommeiller.

## Mythe
Selon une légende, pendant le Temps du rêve, Karora dormait dans la terre quand de sa tête s'éleva un grand poteau appelé tnatantja. C'était une créature vivante, le bas du poteau reposant sur sa tête et son sommet atteignant le ciel. De ses aisselles et de son nombril ont émergé des bandicoots, qui creusèrent leur chemin hors de la terre juste au moment où le soleil se levait dans le ciel. Karora les suivit alors, saisit deux des animaux, puis les cuisina et les mangea. Sa faim rassasiée, il se recoucha et un Rhombe sortit de sous son aisselle. Ce dernier pris forme humaine, se transformant en jeune homme, et quand Karora se réveilla, ce fils nouvellement né dansa autour de lui. C'était la toute première cérémonie.
Le fils chercha des bandicoots pour qu'ils se nourrissent, puis Karora se rendormit et mis au monde deux autres fils. Cela continua pendant un certain temps, et de nombreux autres fils naquirent. Finalement, tous les bandicoots que Karora avait créés furent mangés et les hommes eurent faim. Ils partirent à la chasse mais ne trouvèrent aucun gibier. Sur le chemin du retour, ils entendirent le bruit d'un Rhombe et, alors qu'ils cherchaient la source du bruit, ils aperçurent un wallaby des sables. Ils lui jetèrent leurs bâtons tjurunga et lui brisèrent la jambe. Le wallaby cria qu'il était maintenant boiteux, protestant qu'il était un homme comme eux et pas un bandicoot, et s'éloigna en boitant.
Les chasseurs continuèrent leur chemin et virent Karora s'approcher d'eux. Il les ramena au point d'eau et, alors qu'ils étaient assis au bord de ce dernier, un grand flot de miel de bourgeons de chèvrefeuille les engloutit. Karora resta près du bassin mais ses fils furent emportés là où l'homme wallaby qu'ils avaients rendu boiteux les attendait. L'endroit est depuis devenu un grand djang (lieu sacré) et encore à ce jour, on peut voir les frères regroupés autour du corps de l'homme wallaby des sables - un groupe de rochers positionnés autour d'un grand rocher.
Il est dit que Karora est resté au point d'eau, où il demeure dans un sommeil éternel. Ceux qui viennent y boire doivent porter des branches vertes, qu'ils déposent sur les berges avant d'étancher leur soif.